# Distretto di Chuquis
Il distretto di Chuquis è uno dei nove distretti della provincia di Dos de Mayo, in Perù. Si trova nella regione di Huánuco e si estende su una superficie di 151.25 chilometri quadrati.